# Piezura graminicola
Piezura graminicola är en tvåvingeart som först beskrevs av Zetterstedt 1846.  Piezura graminicola ingår i släktet Piezura och familjen takdansflugor. Arten är reproducerande i Sverige. Inga underarter finns listade i Catalogue of Life.

## Bildgalleri

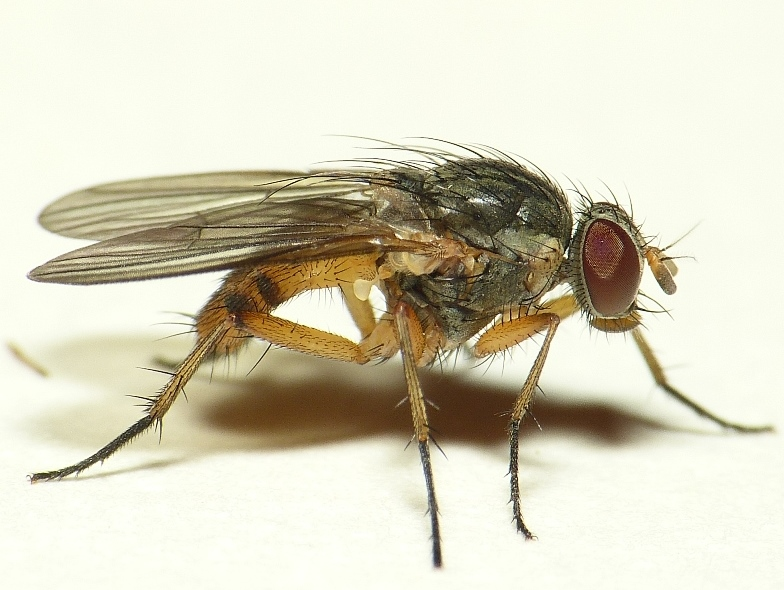